# Лорија
Лорија (итал. Loria) је насеље у Италији у округу Тревизо, региону Венето.
Према процени из 2011. у насељу је живело 4168 становника. Насеље се налази на надморској висини од 69 м.

## Становништво
Према резултатима пописа становништва 2011. у општини је живело 9.097 становника.
| 1931. | 1936. | 1951. | 1961. | 1971. | 1981. | 1991. | 2001. | 2011. |
| ----- | ----- | ----- | ----- | ----- | ----- | ----- | ----- | ----- |
| 6.468 | 6.208 | 6.971 | 6.103 | 6.107 | 6.645 | 6.987 | 7.764 | 9.097 |

## Партнерски градови
- Бресол
- Гвелф
- Пандо